# DeWalt
DeWalt (произн. „ДеВолт“) е регистрирана американска търговска марка електрически инструменти на Black & Decker (US) Inc., дъщерно дружество на производителя Stanley Black & Decker. Централният офис се намира в Таусън близо до Балтимор, Мериленд, САЩ. Продукцията, в зависимости от типа, моделите, особеностите на пазара, се произвежда в различни заводи в САЩ, Канада, Мексико, Бразилия, Китай, Германия, Великобритания, Италия, Чехия. Продуктовата гама на марката DeWalt, която е позиционирана в професионалния сектор, включва над 200 различни електроинструмента и 800 аксесоара.

## История
Първоначалната независима компания е основана през 1924 г. от Реймънд Е. Деволт, изобретател на циркулярния трион с радиално рамо, под името DeWalt Products Co. в Лиола, Пенсилвания. Компанията се разраства бързо и през 1929 г. се премества в нова офисна сграда и фабрика в Ланкастър, Пенсилвания. През 1947 г. компанията е реорганизирана и преименувана на DeWalt Inc. През 1949 г. DeWalt е продадена на American Machine and Foundry, която от своя страна я продава на Black & Decker през 1960 г.
През 1992 г. Black & Decker започва да маркира своите електроинструменти, позиционирани в професионалните и премиум сегменти, като DeWalt и засилва дейността си на световния пазар. През 1994 г. DeWalt придобива подразделението за електроинструменти и дървообработващи машини на германския производител на електроинструменти Elu и разширява гамата си от акумулаторни и други инструменти с придобитата германска технология. На германския пазар на инструменти първоначално се запазва марката Elu и производството продължава в заводите на Elu, въпреки че все повече инструменти стават идентични по конструкция с тези на DeWalt. Производството също така е възложено на външни изпълнители в Чешката република и Китай. Основните заводи в Германия и Швейцария са затворени. Едва през 2001 г. групата решава да се откаже от марката Elu и занапред да продава електрически инструменти само с марката DeWalt.

## Продукти
Марката DeWalt е универсална на пазара на електроинструменти с много широко продуктово портфолио. DeWalt продава почти изцяло акумулаторни инструменти и освен серия от 18 V (ударни бормашини, винтоверти, ъглошлайфи и т.н.) предлага и серия от 54 V акумулатори (XR Flexvolt) за триони и др.

## Спонсорство
В САЩ DeWalt е спонсор в сериите NASCAR на Мат Кенсет и отбора Joe Gibbs Racing от 1999 г. насам. В Германия DeWalt подкрепя футболния отбор от Бундеслигата Борусия Дортмунд от 2006 г., чиито клубни цветове също са черно-жълти. DeWalt участва активно в Гран При по мотоциклетизъм, клас Moto GP от 2009 г. През 2014 г. DeWalt започва партньорството си с ФК Барселона.